# Гарь (Кировская область)
Гарь — посёлок в Верхнекамском районе Кировской области России. Входит в состав Кирсинского городского поселения.

## География
Посёлок находится на северо-востоке Кировской области, в южной части Верхнекамского района. Абсолютная высота — 148 метров над уровнем моря.
Расстояние до районного центра (города Кирс) — 7 км.

## Население
По данным всероссийской переписи 2010 года, численность населения посёлка составляла 213 человек (мужчины — 99, женщины — 114).

## История
Посёлок был основан в 1974 году.

## Инфраструктура
В посёлке имеется библиотека. С райцентром осуществляется автобусное и железнодорожное сообщение, с областным центром — железнодорожное сообщение (к востоку расположена одноимённая железнодорожная станция Кировского региона Горьковской железной дороги). В посёлке Гарь существует частное промышленное предприятие, занимающееся производством гравия.
Улицы посёлка: Индустриальная, Солнечная.

## Галерея

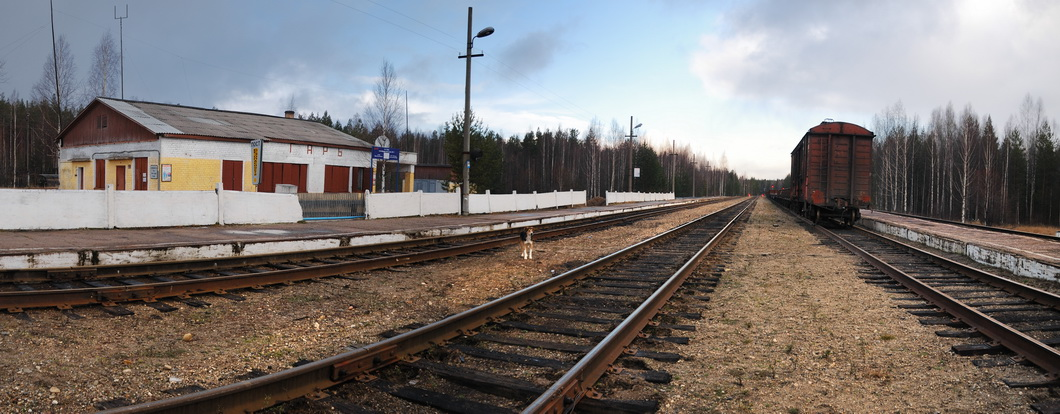
Железнодорожная станция
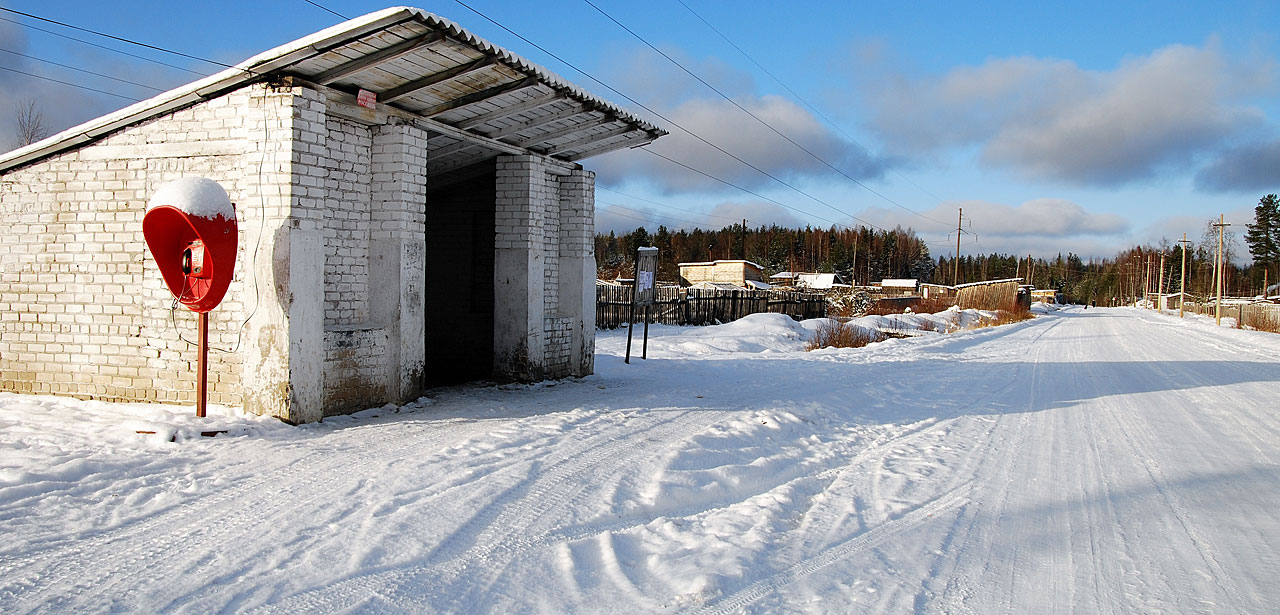
Автостанция
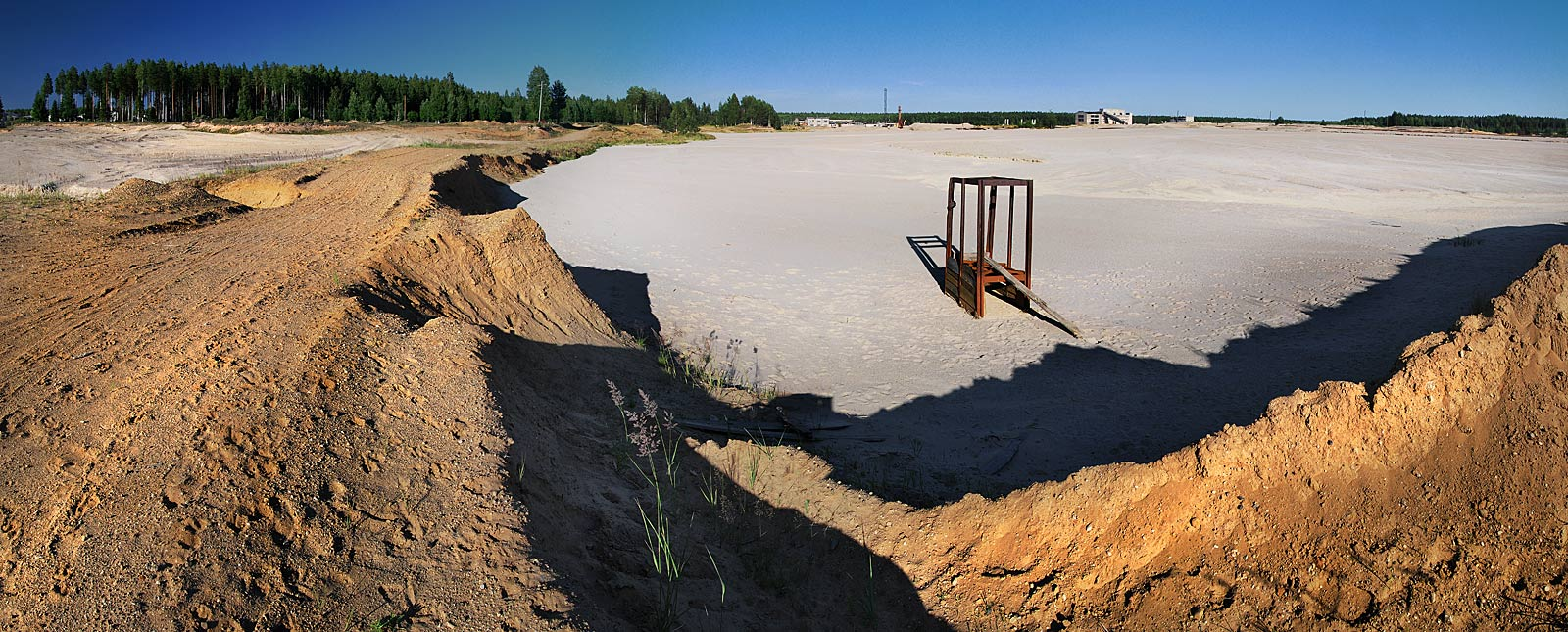
Гравийный карьер
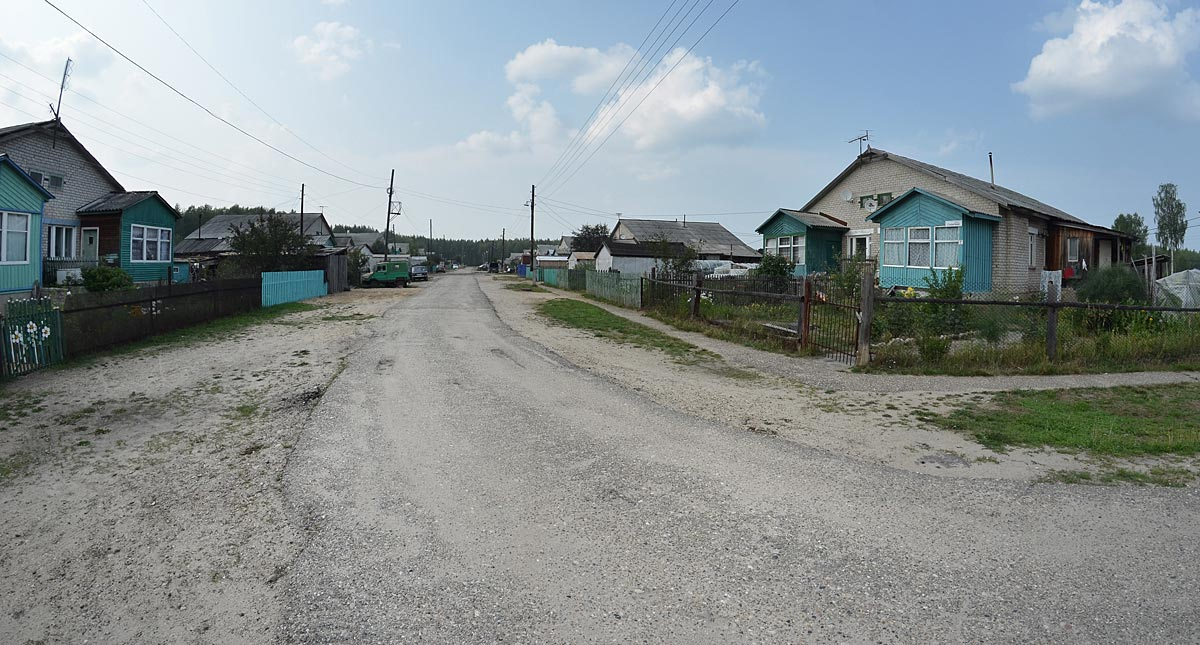
ул.Солнечная
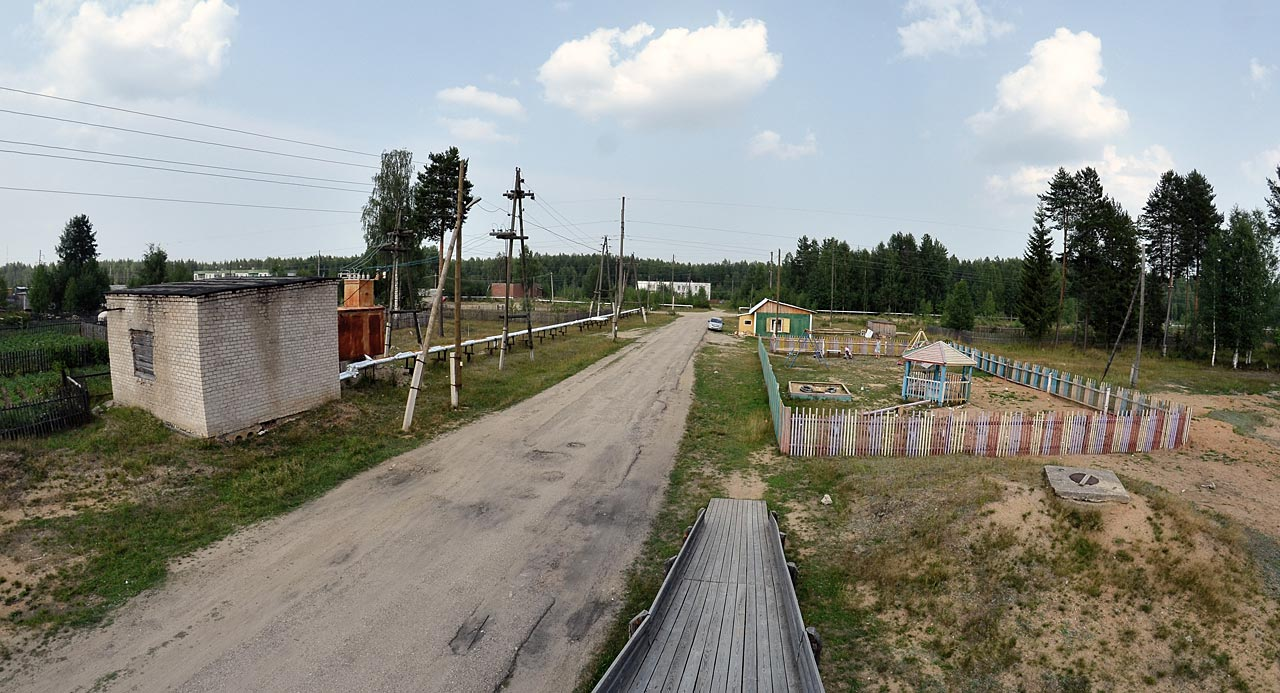
п.Гарь